# Kevin Jubinville
Kevin Jubinville (ur. 28 kwietnia 1967 w Kingston, Ontario) – kanadyjski aktor. Najbardziej znany z roli dyrektora Shepparda w serialu Degrassi: Nowe Pokolenie.

## Filmografia

### Filmy
- 2008: Roxy Hunter and the Myth of the Mermaid jako Kip
- 2008: Miłość Grace jako Cliff
- 2007: Śmiertelna intryga jako Nick
- 2007: Magiczny duet 2 jako Aron
- 2007: Demons from Her Past jako Jeremy
- 2007: Moja szalona siostra jako Tim Donahue
- 2006: Citizen Duane jako Mort McQuillan
- 2006: A Lobster Tale jako Darryl Stern
- 2006: The House jako Frank
- 2006: American Pie: Naga mila jako Hal Michaels
- 2005: Księżniczka na lodzie jako reporter
- 2005: Solar Attack: Gwiazda śmierci jako Brad Stamp
- 2005: Pamiętnik pisany miłością jako Michael
- 2003: Nocne rozmowy jako Pete Naylor
- 2002: Sen o nożu jako Allan Grant
- 2002: Bąbelkowy biznes jako szeryf Dudley
- 2001: Spotkanie po latach jako Tad Warner
- 2001: Niebezpieczny lot jako Jack Brooks
- 2001: Błysk decyzji jako Ted Jenkins
- 2001: Poszukiwana Jane Doe jako Kurt
- 2001: Świadectwo prawdy jako Carl Smythe
- 2000: Odnaleźć mistrza jako Chuck Axelrod
- 2000: Odważna miłość jako Frank Morgan
- 2000: Wspólny mianownik jako weteran
- 2000: A Tale of Two Bunnies jako pijany mężczyzna
- 1999: Oszustwo z miłości jako Benji
- 1999: W niewoli miłości jako Scotty
- 1997: Uncle
- 1996: Waiting for Michelangelo jako kawaler 4
- 1996: Droga do domu jako M.P.
- 1996: A Midwife’s Tale
- 1994: Patrz, czuwaj, ucz się jako Carter Prescott

### Seriale
- 2004–2005: Kevin Hill jako Benjamin Harris (gościnnie)
- 2003: Gracze jako Gatewood
- 2003–2005: Szczęśliwa karta jako Paul Hastings (gościnnie)
- 2002–2003: Życie ulicy jako L. Thompson Baines (gościnnie)
- 2001–2004: Oblicza zbrodni jako Malcolm Harding (gościnnie)
- 2001–2004: Pokolenie mutantów jako Todd (gościnnie)
- 2001–2004: Doc jako Stephen Doss (gościnnie)
- 2001–2002: Leap Years jako Patrick Logan
- 2000–2006: Życie przede wszystkim (gościnnie)
- 2000: RoboCop jako Damian Lowe
- 1999–2002: Zagadki z przeszłości jako Bruce Farrow (gościnnie)
- 1999: Operacja wieczność (gościnnie)
- 1999: Pamięć absolutna 2070 jako Kroszek (gościnnie)
- 1998–2001: Sławny Jett Jackson jako Dan Brenner (gościnnie)
- 1997–2002: Ziemia: Ostatnie starcie jako Moran (gościnnie)
- 1996–2000: Czynnik PSI jako Brian Bostwick
- 1996–1998: Przygody Sindbada żeglarza jako Carga (gościnnie)
- 1995–1996: Lonesome Dove: The Outlaw Years (gościnnie)
- 1991–1993: The Hidden Room jako John (gościnnie)
- 1989–1996: Nocny łowca jako Mason (gościnnie)
- 1989–1996: Droga do Avonlea jako Nat Lester (gościnnie)